# ريتشارد باتلر (عسكري)
ريتشارد باتلر (بالإنجليزية: Richard Butler)‏ هو عسكري أمريكي، ولد في 1 أبريل 1743 في دبلن في جمهورية أيرلندا، وتوفي في 4 نوفمبر 1791 في Ohio Country ‏ في الولايات المتحدة.